# Agenor Neto
Agenor Gomes de Araújo Neto (Iguatu, 17 de fevereiro de 1966) é um engenheiro e político brasileiro. Em 2018, foi eleito deputado estadual do Ceará pelo Movimento Democrático Trabalhista (MDB) com 61 543 votos.